# 熊本県高等学校の廃校一覧
熊本県高等学校の廃校一覧（くまもとけんこうとうがっこうのはいこういちらん）とは、熊本県の廃校となった高等学校の一覧。対象となるのは学制改革（1948年）以降に廃校となった高等学校と分校である。名称は廃校当時のもの。廃校時に属していた自治体が合併により消滅している場合は現行の自治体に含める。また、現在休校中の学校は公式には存続していることとなっているが、休校中の学校は事実上廃校となっている場合が多いため、便宜上本項に記載する。

## 公立高等学校

### 阿蘇市
- 熊本県立阿蘇高等学校（2010年阿蘇清峰高と統合し熊本県立阿蘇中央高等学校へ）[1]
- 熊本県立阿蘇清峰高等学校（2010年阿蘇高と統合し阿蘇中央高へ）[1]

### 荒尾市
- 熊本県立荒尾高等学校（2015年玉名郡南関町の南関高と統合し熊本県立岱志高等学校へ）[2]

### 合志市
- 国立熊本電波高等学校（1971年の国立熊本電波工業高等専門学校発足に伴い[3]、1973年本科廃止、1974年専攻科廃止）

### 宇城市
- 熊本県立宇土高等学校三角分校（定時制、1987年閉校、1988年廃校）[4]

### 八代市
- 熊本県立八代東高等学校坂本分校（1980年）[5]
- 熊本県立八代南高等学校（2011年氷川高と統合し熊本県立八代清流高等学校へ）[6]
- 熊本県立氷川高等学校（2011年八代南高と統合し八代清流高へ）[6]

### 上天草市
- 熊本県立大矢野高等学校（2010年松島商高、天草市の天草東高と統合し熊本県立上天草高等学校へ）[7]
- 熊本県立松島商業高等学校（2010年大矢野高、天草市の天草東高と統合し上天草高へ）[7]

### 天草市
- 熊本県立天草女子高等学校（1949年熊本県立天草高等学校へ統合）[8]
- 熊本県立天草東高等学校（2010年大矢野高、松島商高〈いずれも上天草市〉と統合し上天草高へ）[7]
- 熊本県立天草高等学校天草西校（1974年熊本県立天草西高等学校として独立するも、2001年分校に戻り、2015年閉校）[8]
- 熊本県立河浦高等学校（2014年園芸科学科[注釈 1]が苓明高、天草郡苓北町の苓洋高と統合し熊本県立天草拓心高等学校となり[9]、2015年普通科が牛深高〈旧〉と統合し熊本県立牛深高等学校〈新〉となり[10]、2017年完全移行）
- 熊本県立苓明高等学校（2014年河浦高園芸科学科、天草郡苓北町の苓洋高と統合し天草拓心高となり[9]、2017年完全移行）
- 熊本県立牛深高等学校〈旧〉（2015年河浦高普通科と統合し牛深高〈新〉となり、2017年完全移行）[10]

### 水俣市
- 熊本県立水俣高等学校〈旧〉（2012年水俣工業高と統合し熊本県立水俣高等学校〈新〉へ）[11]
- 熊本県立水俣工業高等学校（2012年水俣高〈旧〉と統合し水俣高〈新〉へ）[11]

### 玉名郡
- 熊本県立南関高等学校（2015年荒尾市の荒尾高と統合し岱志高へ）[2]

### 上益城郡
- 熊本県立矢部高等学校〈旧〉（2010年蘇陽高と統合し熊本県立矢部高等学校〈新〉へ）[12]
- 熊本県立蘇陽高等学校（2010年矢部高〈旧〉と統合し矢部高〈新〉へ）[12]

### 天草郡
- 熊本県立天草農業高等学校苓北分室（1970年）
- 熊本県立苓洋高等学校（2015年河浦高園芸科学科、苓明高〈いずれも天草市〉と統合し天草拓心高となり[9]、2017年完全移行）

### 球磨郡
- 熊本県立南稜高等学校〈旧〉（2017年熊本県立南稜高等学校〈新〉[13]と熊本県立球磨中央高等学校[14]へ再編、2019年完全移行）
- 熊本県立球磨商業高等学校（同上）[13][14]
- 熊本県立多良木高等学校（同上）[13][14]

## 私立高等学校

### 熊本市
- 熊本フェイス学院高等学校（2011年）[15]
- 向陽台高等学校常盤学園キャンパス（2003年）